# Chloranthus oldhamii
Chloranthus oldhamii är en tvåhjärtbladig växtart som beskrevs av Hermann Maximilian Carl Ludwig Friedrich zu Solms-Laubach. Chloranthus oldhamii ingår i släktet Chloranthus och familjen Chloranthaceae. Inga underarter finns listade i Catalogue of Life.